# Zabojnik
Zabojnik ali kontejner je po definiciji s tehničnega vidika posebna embalaža oziroma zaboj. Zabojnik mora biti iz kovine ali drugega materiala, tako da je istočasno dovolj lahek in odporen ter čvrste zgradbe, da je možna ponovna uporaba. Opremljen mora biti z vrati oziroma napravo za odpiranje in zapiranje, zgrajen mora biti tako, da ga je mogoče natovarjati, pretovarjati in raztovarjati na transportna sredstva in z njih.

## Razdelitev zabojnikov
Zabojnike delimo na: 
- univerzalne zabojnike

to so kontejnerji, ki zavzamejo okoli 70 odstotkov kontejnerskega parka in imajo običajno obliko zaboja
- posebne zabojnike
  - zabojnike za razsuti tovor za prevoz cementa, moke, peska, rude
  - odprte in zaprte zabojnike
  - kontejnerske cisterne za prevoz tekočih tovorov
  - zabojnike za prevoz lahko pokvarljivega tovora oz. tovora, ki zahteva posebno temperaturo in druge prevozne pogoje.

Posebni zabojniki se uporabljajo za prevoz tovorov, ki zahtevajo posebno previdno ravnanje (kemikalije, naftni derivati, cement, steklo, živila...).